# Хощно (гміна)
Гміна Хощно (пол. Gmina Choszczno) — місько-сільська гміна у північно-західній Польщі. Належить до Хощенського повіту Західнопоморського воєводства.
Станом на 31 грудня 2011 у гміні проживало 22406 осіб.

## Територія
Згідно з даними за 2007 рік площа гміни становила 246.53 км², у тому числі:
- орні землі: 70.00%
- ліси: 15.00%

Таким чином, площа гміни становить 18.56% площі повіту.

## Населення
Станом на 31 грудня 2011:
| Опис     | Загалом | Загалом | Чоловіки | Чоловіки | Жінки | Жінки |
| -------- | ------- | ------- | -------- | -------- | ----- | ----- |
| одиниця  | осіб    | %       | осіб     | %        | осіб  | %     |
| все      | 22406   | 100     | 10966    | 48.94    | 11440 | 51.06 |
| міське   | 15803   | 100     | 7642     | 48.36    | 8161  | 51.64 |
| сільське | 6603    | 100     | 3324     | 50.34    | 3279  | 49.66 |

## Сусідні гміни
Гміна Хощно межує з такими гмінами: Бежвник, Доліце, Дравно, Кшенцин, Пелчице, Реч, Сухань.